# Holoaden pholeter
Espèce
Statut de conservation UICN

 DD  : Données insuffisantes
Holoaden pholeter est une espèce d'amphibiens de la famille des Craugastoridae.

## Répartition
Cette espèce est endémique de l'État de Rio de Janeiro au Brésil. Elle se rencontre entre 1 200 et 1 400 m d'altitude dans la municipalité de Nova Friburgo.

## Publication originale
- Pombal, Siqueira, Dorigo, Vrcibradic & Rocha, 2008 : A third species of the rare frog genus Holoaden (Terrarana, Strabomantidae) from a montane rainforest area of southeastern Brazil. Zootaxa, no 1938, p. 61-68.